# Capela de Nossa Senhora do Carmo (Colos)
A Capela de Nossa Senhora do Carmo, originalmente denominada de Ermida de Nossa Senhora da Afincerna, é um monumento religioso na freguesia de Colos, no Município de Odemira, na região do Alentejo, em Portugal.

## Descrição e história
A capela situa-se na Herdade da Afincerna, pelo que o seu nome original era Nossa Senhora da Afincerna. Tem acesso a partir da Estrada Nacional 389, no lanço entre Colos e Cercal do Alentejo. É uma das três ermidas situadas nas imediações da vila de Colos, sendo provavelmente a mais antiga do conjunto. Integra-se principalmente no estilo maneirista.
O templo apresenta uma planta longitudinal e escalonada, sendo formada por um nártex ou galilé, nave e capela-mor, e os volumes da sacristia e das casas para romeiros. As coberturas são diferenciadas, com um telhado de duas águas sobre a igreja, a sacristia e as casas dos romeiros, enquanto que o da galilé tem uma só água. A fachada principal da capela está virada para ocidente, sendo dominada pela galilé, cuja parede possui um contraforte perpendicular em cada canto, e é rasgada por duas janelas em arco de volta perfeita. No canto Noroeste situa-se um campanário de pequenas dimensões, com sineta. Atrás do nártex é visível a empena triangular da nave, rasgada por um janelão e rematada por uma cruz, e que compreende igualmente a casa dos romeiros, sendo neste lado aberta por dois vãos. A galilé tem acesso por dois arcos de volta perfeita, um a Norte e outro a Sul, sendo a entrada da igreja em si feita por um portal simples. O lado Sul da capela é formado pela face do nártex, seguida da nave, com três panos separados por contrafortes, cobertos por beirados. A parte correspondente à capela-mor é rasgada por uma pequena janela para iluminação. A face Norte é composta pela galilé, a casa dos romeiros, a nave, e a capela-mor com a sacristia adossada. No lado oriental surge o volume da capela-mor com empena de forma triangular, com sacristia saliente, onde se rasga uma fresta para iluminação. O interior da capela tem uma só nave, que é coberta por um telhado de forro, em conjunto com a capela-mor. A nave é separada da capela-mor por um arco triunfal em arco abatido. O altar-mor é em alvenaria, com um retábulo decorado com talha policromada, e painéis com pinturas a óleo, e um nicho central, que é encimado por um frontão suportado por colunas jónicas. Em frente do edifício encontra-se um cruzeiro.
A capela foi construída por ordem de Cristóvão Correia, membro da Ordem de Santiago, tendo as obras sido concluídas em 1518. O retábulo foi instalado provavelmente nos princípios do século XVII.
A área onde se encontra o monumento foi ocupada pelo menos desde a época romana, tendo sido encontrado no Monte das Ferrarias, situado nas proximidades, uma elevação artificial formada principalmente por escórias metálicas. No monte também foram encontrados fragmentos de cerâmica dos períodos imperial e tardo-romano, e partes de paredes de um forno, em barro cozido. No local não foram identificados quaisquer vestígios de estruturas, mas segundo informações orais, existem algumas ruínas nas imediações, na margem oposta da ribeira.

## Leitura recomendada
- GUERREIRO, António Machado (1987). Colos, Alentejo: Elementos Monográficos. Odemira: Câmara Municipal de Odemira